# Cella (település)
Cella (románul: Țela) falu Romániában, a Bánátban, Arad megyében.

## Fekvése
Lippától 30 km-re délkeletre fekszik.

## Története
1479-ben Selle, 1607-ben Cella néven említették. Utóbbi alkalommal Rákóczi Zsigmond Cserepes Ábrahám diáknak adományozta. A török hódoltság alatt elnéptelenedett, majd többségben ortodox, részben katolikus népességgel települt újra. 1717-ben 15 házból állt. Katolikusait 1740 és 1745 között minorita atyák gondozták, majd a plébániát Bulcsra helyezték át. Ekkor a katolikus hívek is elhagyták a falut.
1800-ban települt mai helyére.
A 18–19. században kamarai birtok, 1857-től a br. Fechtig testvérek, 1864-től a Mocsonyi család birtoka volt.

## Népessége
- 1900-ban 1266 lakosából 1209 volt román, 33 magyar és 24 német anyanyelvű; 1202 ortodox, 48 római katolikus és 10 zsidó vallású.
- 2002-ben 361 román nemzetiségű lakosából 353 volt ortodox vallású.

## Külső hivatkozások
- Virtuális Cella (románul)